# Konstruktive Kontroverse
Die Konstruktive Kontroverse (auch Strukturierte Kontroverse genannt) ist eine Form der Gruppenarbeit, die vor allem in Schulen und anderen pädagogischen Einrichtungen zum Einsatz kommt. Die Methoden der konstruktiven Kontroversen wurden von Johnson und Johnson (Johnson/Johnson 1999) entwickelt und basieren auf dem kognitiven Entwicklungsansatz Jean Piagets. Johnson und Johnson nehmen an, „dass der Prozess der Kontroverse selbst zum Beherrschen der Lerninhalte führt“.

## Struktur der Konstruktiven Kontroverse
Der Ablauf der Konstruktiven Kontroverse lässt sich in sieben Schritte untergliedern. Zunächst sollte man einen komplexen Sachverhalt gemeinsam strukturieren (1), so dass unterschiedliche Standpunkte klar werden. Hiernach werden 4er-Gruppen gebildet (2), die sich wiederum in 2er-Gruppen (in sogenannte Gruppentandems) Gedanken über eine Fragestellung machen (3). Jedes Gruppentandem nimmt eine Position ein (Pro oder Kontra) und arbeitet seinen Teil aus und sucht Argumente, die ihre Meinung stützen und die Meinung der anderen widerlegen oder entkräften. Im nächsten Schritt werden die Argumente in den 4er-Gruppen diskutiert und eine Kontroverse ausgetragen (4). Nach einer festgelegten Zeit sind die Positionen zu wechseln, um „aus der Sicht des oppositionellen Paares“ zu argumentieren (5). Am Ende der Gruppenarbeit sollten die jeweiligen Gruppen „ein gemeinsames Kommunique, eine Presse-Erklärung, eine Wandzeitung etc. [zu] erarbeiten“ (6) und das Ergebnis der Gemeinschaft präsentieren (7).

## Psychologische Legitimation
In der Konstruktiven Kontroverse arbeitet man mit der Theorie der kognitiven Entwicklung. Nach Auffassung Piagets kann willentliches Wissen nur in Interaktion mit anderen Individuen entstehen. Die Schüler lernen voneinander und können so neues Wissen und neue konzeptuelle Strukturen entwickeln. In Kontroversen machen die Schüler Erfahrungen eines kognitiven Konflikts (das, was sie schon verstehen und das, was ein anderer Schüler ihnen gerade erklärt) und erreichen so eine erweiterte Entwicklungsstufe.
Bei der Interaktion der Schüler mit unterschiedlichen Entwicklungsstufen oder Gedanken kommt es zu höheren Denkprozessen, die Fähigkeit des Problemlösens steigt.

## Diskussion der Wirksamkeit
In der Konstruktiven Kontroverse kann man eine bestimmte Rolle einnehmen, auch wenn man persönlich nicht von dieser überzeugt ist. Niemand muss seine eigene Meinung vorstellen, für die er sich vielleicht geniert. In der Konstruktiven Kontroverse gibt es keine Tabus. Dadurch erhält man viele Argumente für bzw. gegen eine Thematik.
Besonders gut eignet sich diese Lernform beim Einstieg in ein Thema. Alle Schüler können ihre Gedanken und Ideen vorbringen, so dass die Lehrkraft bzw. der Moderator einen Überblick über vorhandenes Wissen und präsentes Interesse an der Thematik bekommt. In kürzester Zeit kann so sehr viel Unterrichtsstoff abgearbeitet werden, jeder Schüler arbeitet eigenständig und selbstverantwortlich mit. Die Gefahr ist, dass die Gruppenteilnehmer in unterschiedlicher Motivation und Einsatzfreude mitwirken. Auch kann es kognitiv sehr schwierig für Schüler sein, eine Meinung zu vertreten, mit der sie nicht konform gehen.
Sinnvoll sind Themen, bei denen Pro- und Contra-Argumente unschwer zu finden sind, ein aktueller Bezug ist wünschenswert.

## Umsetzung in der Schule
Die Methode der Konstruktiven Kontroverse eignet sich für den Einstieg in eine Unterrichtseinheit, setzt aber einen hohen Einsatz der Lehrkraft bzw. des Moderators voraus. Die Schüler müssen bereit sein, diszipliniert, strukturiert und sorgfältig zu arbeiten.
Gelingt es, ein geeignetes Umfeld zu schaffen und die Konstruktive Kontroverse gut zu organisieren, kann es für die Schüler mit sehr viel Spaß verbunden sein. Sie können in ihrer eigenen Sprache Inhalte erfassen und weitergeben. Neue Inhalte können effektiv und schnell präsentiert werden.
Aufmerksam gilt es, auf mögliche Misskonzepte und Fehlvorstellungen der Schüler einzuwirken: Missverstandene und falsch weitergegebene Inhalte können zu Schwierigkeiten in den folgenden Lerneinheiten führen.